# Paratapinocyba oiwa
Paratapinocyba oiwa is een spinnensoort in de taxonomische indeling van de hangmatspinnen (Linyphiidae).
Het dier behoort tot het geslacht Paratapinocyba. De wetenschappelijke naam van de soort werd voor het eerst geldig gepubliceerd in 1980 door Kendo Saito.